# Radovan Radović
Radovan Radović (* 19. Januar 1936 in Kučevo; † 25. August 2022 in Belgrad) war ein jugoslawischer Basketballspieler.

## Biografie
Radovan Radović spielte auf Vereinsebene von 1954 bis 1957 für den BSK Belgrad und anschließend bis 1968 für den KK Partizan Belgrad. 1964 verpasste er aufgrund seiner Wehrpflicht eine Spielzeit.
Mit der jugoslawischen Nationalmannschaft nahm Radović unter anderem an den Olympischen Sommerspielen 1960 in Rom teil, wo er bei der Eröffnungsfeier Fahnenträger der jugoslawischen Mannschaft war. Das Team belegte den 6. Platz. Ein Jahr später gewann er mit dem jugoslawischen Team EM-Silber. Darüber hinaus konnte Radović mit der Nationalmannschaft bei den Mittelmeerspielen 1956 Gold und 1963 Bronze gewinnen.
Nach seiner Spielerkarriere war er von 1969 bis 1971 Trainer des KK Partizan Belgrad.